# (6567) Shigemasa
(6567) Shigemasa est un astéroïde de la ceinture principale.

## Description
(6567) Shigemasa est un astéroïde de la ceinture principale. Il fut découvert le 16 novembre 1992 à Kitami par Kin Endate et Kazuro Watanabe. Il présente une orbite caractérisée par un demi-grand axe de 2,27 UA, une excentricité de 0,20 et une inclinaison de 4,5° par rapport à l'écliptique.

## Compléments